# 第一次马萨亚战役
第一次马萨亚战役（1856年10月11日—1856年10月13日）发生在威廉·沃克的掠夺者首都格拉纳达西北的小镇马萨亚。这是沃克发起的数次将重整旗鼓的中美洲联盟军从马萨亚防御工事中驱逐的行动之一，马萨亚距离沃克的首都只有一天的路程。虽然最初的进攻行动取得重大进展，但沃克的军队在收到格拉纳达遭到袭击的通知后，被迫撤退回格拉纳达。

## 背景
9月14日，在圣哈辛托战役中击败掠夺者后，重新获得勇气的中美洲联盟军开始主动对抗沃克的部队。11月7日，何塞·马里亚·卡纳斯率领的哥斯达黎加军队攻占了沿海重镇南圣胡安。沃克感受到了压力，试图取得对中美洲联盟军的决定性胜利。联盟军驻扎在刚被占领的马那瓜，直到9月24日，他们才收到了14日圣哈辛托胜利的消息。联盟军领导人拉蒙·贝洛索听到这一消息后，决定追击沃克的军队，沃克的军队最后一次被发现是在马萨亚镇附近。10月2日，联盟军未遇任何抵抗就占领了马萨亚，他们意识到沃克和他的士兵已经逃回了他们在格拉纳达的权力基地。沃克愚蠢地将他在马萨亚的所有防御工事完好无损地留给了中美洲人使用。一个多星期后，沃克试图夺回马萨亚，这给了联盟军从长途跋涉中恢复过来的时间。10月11日，沃克的军队终于开始从格拉纳达向马萨亚进军，军队人数只有800人，与刚刚得到增援、补给和巩固的联盟军2300人相比，显得微不足道。随着沃克部队的逼近，中美洲多国军队的队伍中爆发了争吵，导致1000名危地马拉士兵在何塞·维克托·萨瓦拉将军的率领下离开了贝洛索的主力部队。贝洛索在困惑之余，确保自己仍然庞大的军队中忠诚的一部分不会受到任何小争执的影响，在沃克到来之前恢复了和谐。

## 战斗

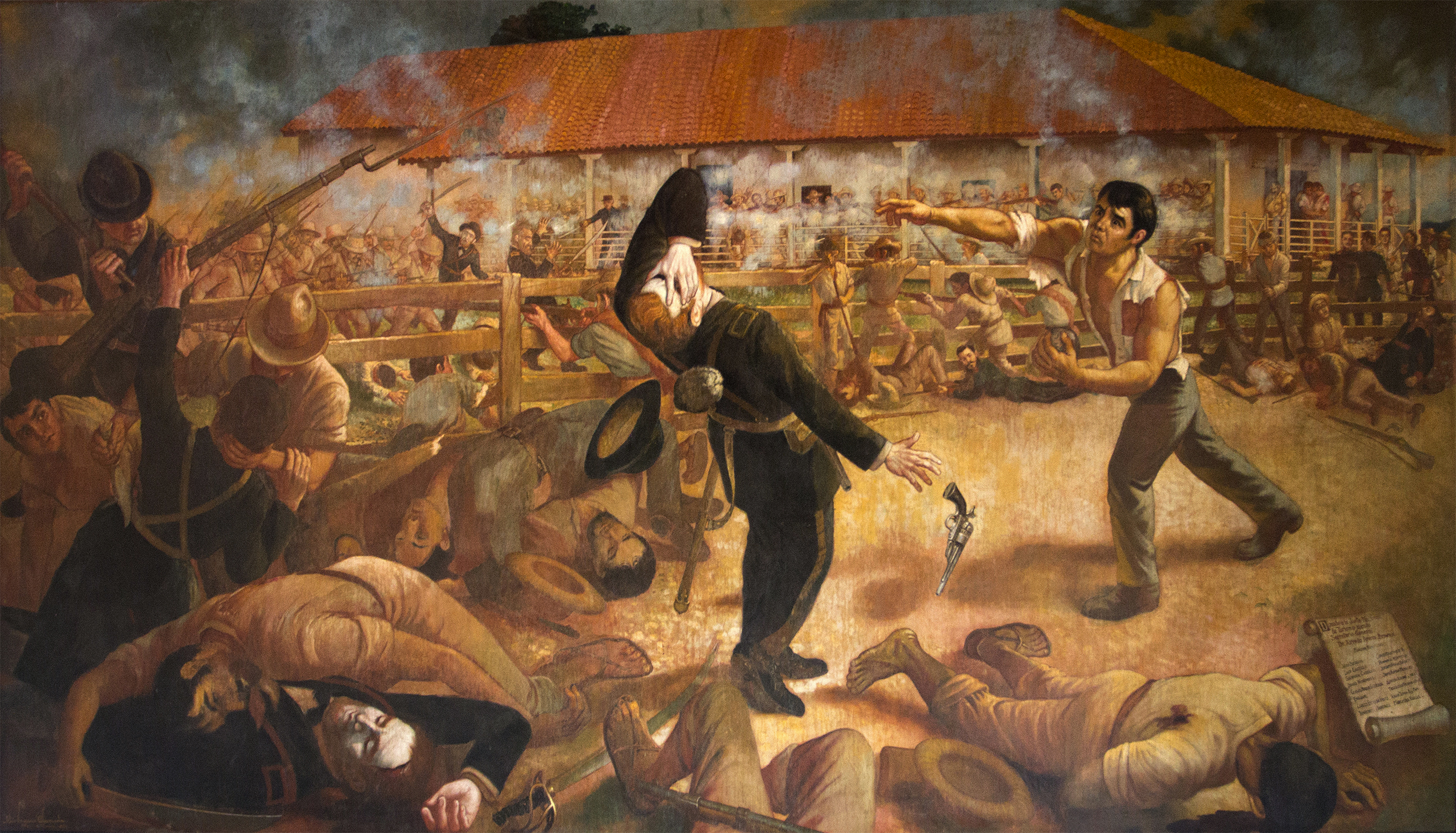
1856年圣哈辛托战役 (1856年)场景

10月11日上午，沃克率领800名士兵开始行军，夜幕降临时抵达马萨亚。沃克立即占据主动，发起进攻，赢得了一场小规模冲突并占领了圣塞巴斯蒂安的小广场。零星的枪战持续了一整夜，到12日黎明，掠夺者在施瓦茨上尉指挥的两门榴弹炮的带领下，将城市守军一路逼退到主广场。沃克的小部队驻扎在广场周围的土坯房中，尽管中美洲联盟军处于劣势，但沃克的士兵还是无法占领广场本身，战斗持续了一整天，直到夜晚仍未分出胜负。午夜时分，一名信使从格拉纳达赶来，带来了一个令人震惊的消息：萨瓦拉率领的危地马拉部队先前脱离了贝洛索的军队，现在正开始接近沃克的首都格拉纳达。沃克只留下250名士兵防守，他清楚，比起马萨亚的战斗，营救脆弱的首都更为紧要，因此他下令解除对广场的围攻。13日清晨，沃克率军向东南方向撤退，结束了这场战斗。

## 后续
马萨亚战役失败后，沃克迅速返回格拉纳达，这让刚占领这座城市的危地马拉人大吃一惊。沃克迅速夺回了首都，他的手下残忍地射杀了无助的萨瓦拉军队士兵，以报复他们最初对掠夺者首都的占领。在马萨亚和格拉纳达，沃克损失了100多人，联盟军的损失也同样惨重。沃克失去了从首都附近击退大批中美洲军队的机会，不久之后他再次试图夺回马萨亚，但结果同样令人沮丧。